# Chiesa del Suffragio (Santa Fiora)
La chiesa del Suffragio, nota anche come chiesa della Misericordia, è un edificio sacro situato a Santa Fiora.

## Storia e descrizione
Fu innalzata tra il 1716 ed il 1726 in forme barocche.
La facciata è limitata da lesene laterali e presenta al centro un portale con timpano curvilineo spezzato sormontato da una finestra.
Nell'interno, suddiviso in tre campate e coperto a volta, si trovano l'altare maggiore, il coro ligneo settecentesco e la tela settecentesca con la Madonna ed il Cristo in gloria con i santi Gregorio, Nicola da Tolentino e Girolamo. Vi si conservano i tre "tronchi" che in occasione della festa della Santa Croce (3 maggio) sono portate in processione con il Crocifisso miracoloso di suor Passitea della chiesa di Santa Chiara.